# Valentina Prudskova
Valentina Prudskova   (Ierxov, 27 de desembre de 1938 - Saràtov, 23 d'agost de 2020) fou una tiradora d'esgrima russa, especialista en floret, que va competir sota bandera de la Unió Soviètica durant les dècades de 1950 i 1960.
El 1960 va prendre part en els Jocs Olímpics d'Estiu de Roma, on va guanyar la medalla d'or en la prova del floret per equips del programa d'esgrima. Quatre anys més tard, als Jocs de Tòquio, va disputar dues proves del programa d'esgrima. En la prova del floret per equips guanyà la medalla de plata, mentre en la del floret individual quedà eliminada en sèries.
En el seu palmarès també destaquen set medalles al Campionat del món d'esgrima, quatre d'or, dues de plata i una de bronze, entre les edicions de 1958 i 1966. També guanyà dues medalles, una de plata i una de bronze, a les Universíades de 1963. Fou set vegades campiona de la URSS, set del campionat de la Unió de Sindicats i sis de la RSFSR.
Una vegada retirada exercí d'entrenadora.